# Abîme de Coutelle
L'abîme de Coutelle est un gouffre situé dans la commune de Lardiers sur les pentes de la montagne de Lure, département des Alpes-de-Haute-Provence.

## Spéléométrie
La profondeur de l’abîme de Coutelle est de 61 m, pour un développement d'environ 100 m env.

## Géologie
L’abîme s'ouvre dans les calcaires de l'Aptien inférieur.

## Historique
L’aven est connu et visité de longue date. En 1835, Garcin signale qu'on trouve dans le bois de Coutelle plusieurs grottes remplies de stalactites fort curieuses. La cavité est mentionnée en 1879 sur la carte de Marius Bouvier. La même année, Louis Pelloux, historien de Lardiers, indique que les pierres qui tombent dans cet abîme s’arrêtent quelquefois au bout de plusieurs secondes, fait qui est peut-être à l'origine de la légende d’un monstre avalant des pierres.

## Explorations
Officiellement, les explorations commencent avec Edouard-Alfred Martel le 4 septembre 1892 qui atteint la profondeur de 46 m. Dans l’entre-deux-guerres, deux hommes voulurent explorer le gouffre et eurent un grave accident. Vers 1940, trois jeunes du village auraient été secourus par les habitants de Lardiers, lesquels auraient fait descendre un scout afin de sortir les jeunes gens de l’aven. En 1948, Pierre Martel et le groupe de M. André Therminarias de Digne visitent la cavité. En 1971, le Groupe oraisonais de recherches souterraines (GORS) désobstrue l’éboulis et atteint le fond à -61 m.